# Hydrophyllum appendiculatum
Espèce
Hydrophyllum appendiculatum, est une espèce de plantes de la famille des Hydrophyllaceae.